# Władimir Rozanow
Władimir Nikołajewicz Rozanow (ros. Владимир Николаевич Розанов, 1876–1939) – działacz rosyjskiego ruchu rewolucyjnego, mienszewik, z zawodu lekarz.

## Życiorys
W latach 90. XX w. związał się z ruchem socjaldemokratycznym, za co został aresztowany, po powstaniu SDPRR wstąpił do tej partii. W 1899 został skazany na zesłanie do Smoleńska, od listopada 1904 do 22 lutego 1905 wchodził w skład KC SDPRR, 22 lutego 1905 został aresztowany, następnie zwolniony. Od 8 maja 1906 do 13 maja 1907 ponownie był członkiem KC SDPRR (jako mienszewik), w 1908 wyemigrował, po rewolucji 1917 został członkiem Rady Piotrogrodzkiej. W sierpniu 1919 został aresztowany, w 1921 amnestionowany. Został pochowany na Cmentarzu Nowodziewiczym.